# Leptoplana mertensii
Leptoplana mertensii är en plattmaskart som först beskrevs av Jean Louis René Antoine Édouard Claparède 1861.  Leptoplana mertensii ingår i släktet Leptoplana och familjen Leptoplanidae. Inga underarter finns listade i Catalogue of Life.